# Regionalpolitik der Europäischen Union

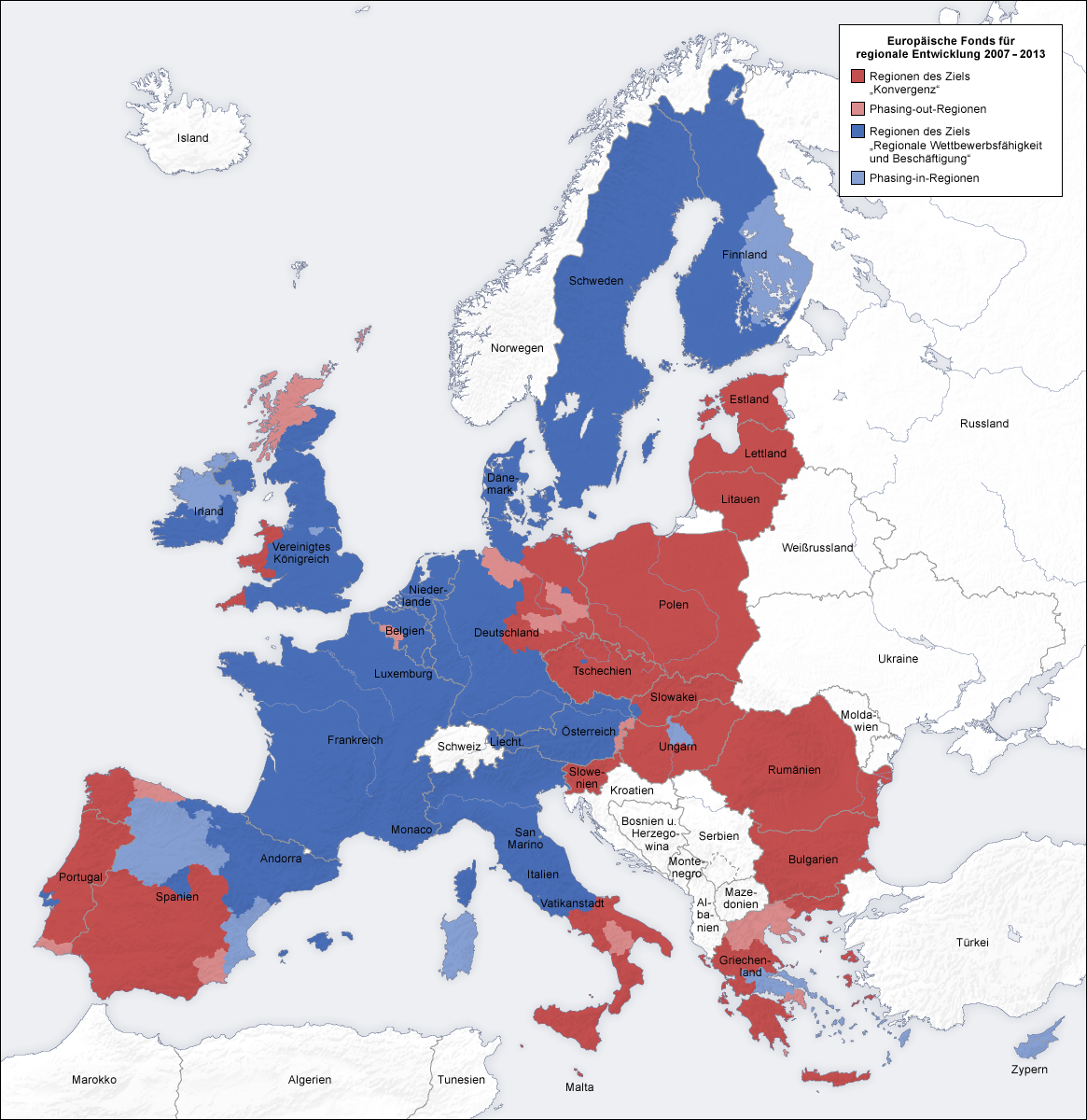
Regionen mit Förderung nach Ziel „Konvergenz“
Regionen mit Phasing-out-Förderung (abnehmende Übergangshilfe)
Regionen mit Phasing-in-Förderung (zunehmende Übergangshilfe)
Regionen mit Förderung nach Ziel „Regionale Wettbewerbsfähigkeit und Beschäftigung“

Die Regionalpolitik oder Kohäsionspolitik der Europäischen Union verfolgt das Ziel, den wirtschaftlichen und sozialen Zusammenhalt innerhalb der Europäischen Union zu stärken. Dies soll mittels der Verringerung des Strukturgefälles zwischen den einzelnen Regionen sowie durch die Förderung einer ausgewogenen räumlichen Entwicklung geschehen. Die Regionalpolitik bildet im mehrjährigen Finanzrahmen für den Zeitraum 2007–2013 den zweitgrößten Posten des EU-Haushalts.

## Hintergrund und Geschichte
Kohäsion (von lat. cohaerere „zusammenhängen“) steht in der Politik für den Zusammenhalt zwischen einzelnen Staaten und Regionen. Der Begriff wurde maßgeblich von der Europäischen Union entwickelt und fokussiert insbesondere die regionalen Unterschiede hinsichtlich der Wirtschaftsleistung.
Die Anfänge der Förderung liegen in den 1960er Jahren. Die schrittweise Entstehung eines Agrarmarktes (ab 1957) machte die Errichtung eines Europäischen Ausrichtungs- und Garantiefonds für Landwirtschaft erforderlich, dessen Abteilung „Ausrichtung“ ebenfalls Maßnahmen der Regionalpolitik finanzierte. Der Beitritt Großbritanniens und Irlands 1973 mit ihren jeweiligen strukturschwachen Regionen ließ die Formulierung einer echten Strukturpolitik geboten erscheinen.
Die Kohäsionspolitik ist seit der Einheitlichen Europäischen Akte (1986) ein wichtiges Element der EU-Politik. Sie geht davon aus, dass zwischen reicheren und ärmeren Regionen in der EU eine Umverteilung stattfinden soll, um die Folgewirkungen der ungleichen wirtschaftlichen Entwicklung auszugleichen und somit regionale Disparitäten zu reduzieren. Mit Programmen zur Kohäsionspolitik hat die EU von 1988 bis 2004 dafür insgesamt rund 500 Milliarden Euro investiert. Vor der EU-Osterweiterung waren die Empfänger vor allem die südlichen EU-Regionen sowie Irland und ab 1990 auch die neuen deutschen Bundesländer.
Nach der großen EU-Erweiterung 2004 um zehn neue, vor allem osteuropäische Mitgliedstaaten verdoppelte sich zunächst das Entwicklungsgefälle zwischen den Regionen. Die meisten Kohäsionsmittel fließen seitdem nach Osteuropa. In der Förderperiode 2007 bis 2013 unterscheidet die europäische Kohäsionspolitik zwei grundsätzliche Zielregionen: „Konvergenz“ und „Regionale Wettbewerbsfähigkeit und Beschäftigung“.
In ihrer Geschichte war die europäische Kohäsionspolitik zahlreichen Änderungen und Reformen unterworfen. Insbesondere im Zuge von Erweiterungen der Europäischen Union und Vertiefungen der Integration wurden sowohl die finanziellen Mittel als auch die Kompetenzen der Regional- und Strukturpolitik ausgeweitet. So wird seit dem Jahr 2007 von einem regelrechten „Paradigmenwechsel der Förderung“ gesprochen, da eine „grundlegende Veränderung des Politikfeldes in quantitativer und qualitativer Art stattgefunden“ hat. Die Kohäsionspolitik entwickelt sich demnach immer mehr von einer Förderpolitik für die ökonomisch schwächsten Regionen und Staaten zu einem umfassenden Instrument der Wirtschaftspolitik und wandelt diese somit zu einer europäischen „Ersatzwirtschaftspolitik“.

## Finanzinstrumente der europäischen Regionalpolitik
Die Regionalpolitik wird insbesondere aus dazu eingerichteten Fonds (oft EU-Strukturfonds genannt) finanziert, aus denen EU-Länder und Regionen Hilfen erhalten, die sich an den Zielen der jeweiligen Förderperioden orientieren. In der Förderperiode 2007–2013 ist erstmals jede europäische Region förderfähig, wenn auch nicht aus jedem Fonds.
Das Bundesministerium für Wirtschaft und Energie koordiniert in Deutschland die EU-Strukturpolitik und -fonds. Es ist federführend zuständig für den Europäischen Fonds für Regionale Entwicklung – EFRE.

### Finanzieller Beitrag der Schweiz
Die Schweizerische Eidgenossenschaft (Bund) verwendete den Begriff Kohäsionsbeitrag im Zusammenhang mit Erweiterungsbeiträgen an neue EU-Staaten. Ein solcher Beitrag wurde erstmals nach der deutschen Wiedervereinigung gezahlt. Seither wurde diese Praxis mehrfach bei EU-Erweiterungen wiederholt, da sich auch Vorteile für die Schweiz boten.
In einer neuen Runde (2006) war vorgesehen, dass die Schweiz eigenständig und in Form konkreter Projekte in den zehn neuen EU-Staaten einen Kohäsionsbeitrag leistet. Das entsprechende Osthilfegesetz wurde in der Volksabstimmung vom 26. November 2006 bewilligt.
Die Schweiz ging damit für einen Zeitraum von zehn Jahren Projektverpflichtungen über insgesamt eine Milliarde Franken ein. Im Gegensatz zu früheren Jahren gibt es jedoch zunehmend Widerstand gegen dieses Vorgehen, da stets neue Forderungen seitens neuer oder zukünftiger EU-Mitglieder erhoben werden.
So hat die EU Anfang Februar 2007 die Schweiz gebeten, weitere Zahlungen für die beiden neuen Staaten zu leisten.

## Förderperiode 2014–2020
Schon gleich nach Beginn der Förderperiode 2007–2013 leitete die Europäische Kommission am 30. Mai 2007 mit der Vorlage des vierten Berichts über den wirtschaftlichen und sozialen Zusammenhalt die Diskussion über die Zukunft der europäischen Kohäsionspolitik nach 2013 ein. Nach öffentlichen Anhörungen mit allen Akteuren und schriftlichen Stellungnahmen konkretisierte die Europäische Kommission ihre Reformvorschläge, die schließlich in intensiven Verhandlungen mit den Mitgliedstaaten und dem Europäischen Parlament in das Regelwerk für die neue Förderperiode 2014–2020 umgesetzt wurden. Künftig orientiert sich die Europäische Struktur- und Kohäsionspolitik vor allem an den Ergebnissen und konzentriert thematisch sich auf die Ziele der Europa2020-Strategie, vor allem auf Wachstum und Beschäftigung.
Mit der Partnerschaftsvereinbarung werden diese Ziele auf nationaler Ebene umgesetzt. Dabei handelt es sich um ein nationales Dokument, in dem die Gesamtstrategie für Deutschland für den Einsatz der Europäischen Struktur und Investitions-Fonds (ESIF) beschrieben wird. Neben den Strukturfonds EFRE und ESF und dem Kohäsionsfonds sind auch die Landwirtschaftsfonds ELER und EMFF einbezogen. Die Partnerschaftsvereinbarung, die von jedem MS auszuarbeiten und mit der EU-Kommission zu verhandeln ist, bestimmt die strategische Ausrichtung der Operationellen Programme, also der Förderprogramme, und legt die Ziele fest, mit denen die Europäischen Struktur- und Investitionsfonds zur Verwirklichung der politischen Zielsetzungen der EU beitragen sollen.
Die Operationellen Programme schließlich werden für den EFRE in Deutschland in der laufenden Förderperiode ausschließlich in den Ländern, für den ESF zusätzlich in einem Bundesprogramm umgesetzt.

## Förderperiode 2007–2013
Die EU-Fonds wurden auf dem Gipfel in Hof (Saale) für die Förderperiode 2007–2013 neu ausgerichtet. Die entsprechenden Verordnungen nahmen Europäischer Rat und Parlament am 11. Juli 2006 an und bestimmten die neue Zielsetzung so:
- Ziel Konvergenz
- Ziel Regionale Wettbewerbsfähigkeit und Beschäftigung und
- Ziel Territoriale Zusammenarbeit.

Die bisherige Nummerierung der Ziele fiel damit weg.
Das Budget wurde auf 308,041 Milliarden Euro festgelegt.

### Ziel „Konvergenz“
Dieses Ziel strebt die wirtschaftliche Beschleunigung jener europäischen Staaten und Regionen an, die am wenigsten entwickelt sind. Es wird durch den Europäischen Fonds für regionale Entwicklung (EFRE), den Europäischen Sozialfonds (ESF) und den Kohäsionsfonds finanziert. Die Prioritäten dieses Zieles sind Humanressourcen, Innovation, Wissensgesellschaft, Umwelt und Verwaltungseffizienz. Ein Budget von 251,163 Milliarden Euro wird zur Umsetzung dieses ersten Ziels bereitgestellt.
Die Finanzierungsmöglichkeiten für den EFRE und den ESF beziehen sich auf die Regionen, deren BIP pro Einwohner unterhalb von 75 % des europäischen Durchschnitts liegen.
Die Finanzierungsmöglichkeiten für den Kohäsionsfonds betreffen solche Staaten, deren BIP pro Kopf geringer ist als das von 90 % des europäischen Durchschnitts. Die peripheren Regionen erhalten eine spezielle Finanzierung vom EFRE.

### Ziel „Regionale Wettbewerbsfähigkeit und Beschäftigung“
Dieses Ziel richtet sich an alle Regionen der europäischen Union, die nicht vom Ziel der Konvergenz betroffen sind. Angestrebt wird die Verstärkung der regionalen Wettbewerbsfähigkeit, der Beschäftigung und der Attraktivität der Regionen. Innovation, Förderung des unternehmerischen Geistes und Umweltschutz sind Schlüsselthemen dieses Zieles.
Der EFRE und der ESF finanzieren dieses Ziel mit 49,13 Milliarden Euro.

### Ziel „Europäische territoriale Zusammenarbeit“
Dieses Ziel entspricht der Initiative INTERREG der vorigen Programmationsperioden. Mit 7,75 Milliarden Euro vom EFRE finanziert, strebt dieses Ziel die Förderung der Zusammenarbeit zwischen den europäischen Regionen, die Entwicklung von gemeinsamen Lösungen in den Städten, in den Land- und Küstenbereichen sowie die wirtschaftliche Entwicklung und die Umweltverwaltung an. Dieses Ziel besteht aus drei Komponenten:
- Grenzüberschreitende Zusammenarbeit
- Transnationale Zusammenarbeit
- Interregionale Zusammenarbeit

### Programmerstellung
Die Aufstellung der Strukturfondsprogramme erfolgte in drei Stufen:
Zunächst verabschiedete der Rat der Europäischen Union auf Vorschlag der Kommission und nach Zustimmung des Europäischen Parlaments am 6. Oktober 2006 strategische Kohäsionsleitlinien der Gemeinschaft.
Sodann stellte jeder Mitgliedstaat einen nationalen strategischen Rahmenplan (NSRP) auf, der die Kohärenz zwischen dem Fonds und den strategischen Vorgaben der Gemeinschaft sicherstellt und eine Liste der operationellen Programme enthält. Der NSRP für Deutschland wurde von Bund und Ländern gemeinsam erarbeitet und am 19. März 2007 verabschiedet.
In der dritten Stufe werden die operationellen Programme erstellt. In Deutschland haben die 16 Bundesländer jeweils ein operationelles Programm für den EFRE und den ESF aufgestellt (Ausnahme Niedersachsen: Da der Regierungsbezirk Lüneburg unter das Ziel Konvergenz fällt, die restlichen Landesteile aber unter das Ziel Regionale Wettbewerbsfähigkeit und Beschäftigung, hat Niedersachsen zwei EFRE- und zwei ESF-Programme aufgestellt). Hinzu kamen ein EFRE-Programm des Bundes für Verkehrsinvestitionen sowie die transnationalen operationellen Programme für das dritte Ziel, die Europäische territoriale Zusammenarbeit („Interreg“). In den operationellen Programmen werden die Prioritätsachsen für den Einsatz der Fonds beschrieben und in einem Finanzierungsplan quantifiziert. Bis Ende 2007 waren alle 37 operationellen Programme für Deutschland und seine Länder von der EU-Kommission rückwirkend zum 1. Januar 2007 genehmigt.
Weggefallen ist im Interesse der Vereinfachung gegenüber der Förderperiode 2000 bis 2006 die Aufstellung von Ergänzungsdokumenten zu den Programmen, in denen eine detaillierte Finanzplanung auf der Ebene von Maßnahmenlinien erfolgte.

## Förderperiode 2000–2006
Für die Förderperiode 2000–2006 galten folgende Leitziele:
- Ziel 1: Förderung von Regionen mit Entwicklungsrückstand (Entwicklungsrückstand: BIP je Einwohner in der Region max. 75 % des EU-Durchschnittes) oder dünn besiedelte Regionen (8 Einwohner/km²), in Deutschland alle neuen Bundesländer. Für den Zeitraum 2000–2006 wurden insgesamt rund 50 Regionen, die 22 % der europäischen Bevölkerung umfassen, als Ziel-1-Gebiet klassifiziert.
- Ziel 2: Gebiete mit Strukturproblemen: Problemzonen in Städten (Slumbildung), strukturschwache Agrarregionen, Gebiete mit hoher Arbeitslosigkeit
- Ziel 3: Anpassung und Modernisierung des Bildungs-, Ausbildungs- und Beschäftigungssystems.

70 % der Gelder gingen an Ziel-1-Regionen, die gesamte Förderung betrug 195 Mrd. Euro. Zu den Ziel-1-Regionen gehörten unter anderem Teile von Ostdeutschland und Spanien sowie alle postsozialistischen Länder Mittel- und Osteuropas (mit Ausnahme der Regionen Prag, Bratislava und Budapest). Empfänger waren meist die NUTS-2 Regionen, aber auch Unternehmer und Städte zählten zu den Adressaten. Für einen Empfang des Geldes mussten Entwicklungspläne der jeweiligen Behörden vorliegen, ein „Gemeinschaftliches Förderkonzept“ zwischen der EU und den Empfängern war auszuarbeiten.
Mit der EU-Osterweiterung 2004 begannen Verteilungskämpfe: Die meisten Regionen der neu hinzugekommenen mittel- und osteuropäischen Länder wären Ziel-1-Regionen gewesen. Gleichzeitig hätten durch das gesunkene durchschnittliche BIP einige Regionen in der EU-15 nicht mehr die Kriterien erfüllt, wären also aus der Förderung herausgefallen. Dies erklärt die Aversion z. B. Spaniens gegen die Osterweiterung, auch Deutschland versuchte, seine Gelder aus den Strukturfonds wenigstens bis 2013 zu sichern. Die MOEL erhielten im Rahmen der Heranführungsstrategie an die EU strukturfördernde Gelder z. B. im Rahmen des PHARE-Programms (Schwerpunkt: Institutionbuilding) bis 2006, seit 1. Januar 2007 aus dem Instrument für Heranführungshilfe (IPA).

## Verschiedenes
Im Oktober 2010 ergab eine Eurobarometer-Umfrage, dass etwa zwei Drittel der Menschen in Europa in Unkenntnis über EU-finanzierte Projekte in ihrer Region sind. 65 Prozent der Europäer seien sich nicht bewusst, dass die EU lokale und regionale Entwicklung dort fördere, wo sie lebten – obwohl die EU derzeit ein Drittel ihres Budgets für das Ziel der Förderung von Wachstum und Wohlstand in den 28 Mitgliedsstaaten und ihren Regionen ausgibt. Dabei ist das Bewusstsein der Öffentlichkeit über EU-finanzierte Projekte von Land zu Land sehr verschieden ausgeprägt. In Ländern, die eher ärmer sind und deshalb mehr Geld aus den Strukturfonds erhalten, ist die Regionalförderung einer Mehrheit der Befragten bekannt. In acht Ländern, darunter Deutschland, waren sich weniger als 25 Prozent der Teilnehmer eines Projektes in ihrer Gegend des Förderinstruments bewusst. In Großbritannien hatten nur 13 Prozent der Befragten von lokalen Projekten mit EU-Unterstützung gehört.